# 71–75 High Street (Dunbar)

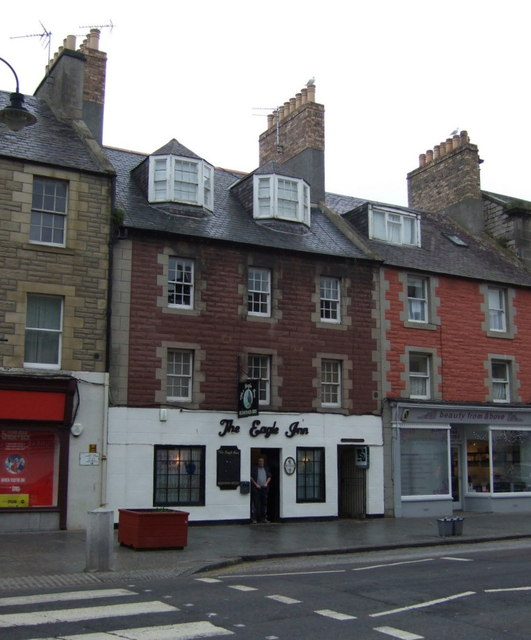
71–75 High Street

Unter der Adresse 71–75 High Street in der schottischen Stadt Dunbar in der schottischen Council Area East Lothian befinden sich drei Wohn- und Geschäftsgebäude. Hausnummer 71 wurde 1971 in die schottischen Denkmallisten in der Kategorie C aufgenommen. Die Nummern 73–75 sind eigenständig als Denkmal der Kategorie B klassifiziert. Alle Gebäude zusammen sind Teil eines Denkmalensembles der Kategorie B, welchem noch weitere Gebäude in der Umgebung angehören. Der eingeschlossene Innenhof mit seinen Gebäuden ist als Denkmal der höchsten Kategorie A klassifiziert. Die Gebäude wurden zwischen dem 17. Jahrhundert und dem späteren 18. Jahrhundert erbaut.

## Beschreibung
Die Gebäude liegen direkt an der High Street, der Hauptstraße von Dunbar, zwischen den Einmündungen von Cossars Wynd und Silver Street. Das dreistöckige Gebäude Nummer 71 stammt aus dem mittleren 18. Jahrhundert. Die westexponierte Frontseite ist zwei Achsen weit. Bossierte Steinquader bilden die rustizierte Fassade. Ebenerdig ist ein Ladengeschäft eingerichtet, dessen hölzerne Frontpartie mit schmucklosem Schaufenster aus dem frühen 20. Jahrhundert stammt. Faschen fassen die Fenster in den Obergeschossen ein. Das abschließende Satteldach ist mit Schiefer eingedeckt. Die Dachgauben sind neueren Datums.
Rückwärtig grenzt Gebäude Nummer 73 an die Hausnummer 71 an. Es besitzt einen L-förmigen Grundriss mit zwei abgehenden Flügeln unterschiedlicher Höhe. Die Fassaden des dreistöckigen Gebäudes sind teilweise mit Harl verputzt. Sie sind asymmetrisch aufgebaut.
Das dreistöckige Wohngebäude mit der Nummer 75 stammt aus dem mittleren 18. Jahrhundert. Ebenerdig ist eine Gaststätte namens Black Bull Inn eingerichtet. Zwei Fenster flankieren die zentrale Eingangstüre. Rechts befindet sich der Durchgang auf den Innenhof. Im ersten Obergeschoss sind Fenster mit flächigen Scheiben, im zweiten Obergeschoss zwölfteilige Sprossenfenster verbaut. Die beiden Dachgauben stammen aus dem Jahr 1897.